# Bianzè
Bianzè – miejscowość i gmina we Włoszech, w regionie Piemont, w prowincji Vercelli.
Według danych na rok 2004 gminę zamieszkiwało 2038 osób, 49,7 os./km².
W miejscowości jest przystanek kolejowy Bianzè.